# BMP-3
Pour les articles homonymes, voir BMP.
Le BMP-3 est un véhicule de combat d'infanterie soviétique BMP (qui signifie en russe Boyevaya Mashina Pekhoty - Боевая Машина Пехоты, littéralement « véhicule de combat de l’infanterie »).
Développé par le Bureau de conception spéciale de génie mécanique de Kurgan. Le BMP-3 est produit par l'entreprise Kurganmashzavod (KMZ).

## Histoire
Le développement du BMP-3 («Objet 688M») a été lancé en 1977. En 1983-1986, des tests ont été effectués et le 18 août 1987, il a été adopté par l'Armée Rouge.
Le BMP-3 a remporté l'appel d'offres des Émirats arabes unis et est entré dans l'arsenal de l'armée des Émirats arabes unis pour un nombre de plus de 600 véhicules. Les BMP-3 vendus ont été équipés d'un système d'imagerie thermique d'origine française. Le BMP-3 a également été acheté par plusieurs autres pays.
En 1997, la république populaire de Chine a acquis une licence lui permettant de fabriquer sa propre version du BMP-3, le ZBD-04.
En 2019, la livraison d'un lot expérimental de BMP-3 avec la tourelle inhabitée Epoch est attendue[réf. nécessaire].
La Russie paie environ 1,1 million de dollars américains par BMP-3 sur la base des commandes de l'État à partir de 2021. Concernant les pièces de rechange, les Émirats arabes unis paient 10 à 15 millions de dollars par an pour leurs quelque 600 BMP-3 à partir de 2019.
Au 18 août 2022, la capacité de production maximale est de 250 véhicules par an. Un surblindage est en cours d'installation à la suite des retours d'expérience de l'invasion de l'Ukraine par la Russie où un minimum de 132 exemplaires (20 % du parc russe) ont été perdus à cette date[réf. nécessaire]

## Spécifications techniques

### Armement

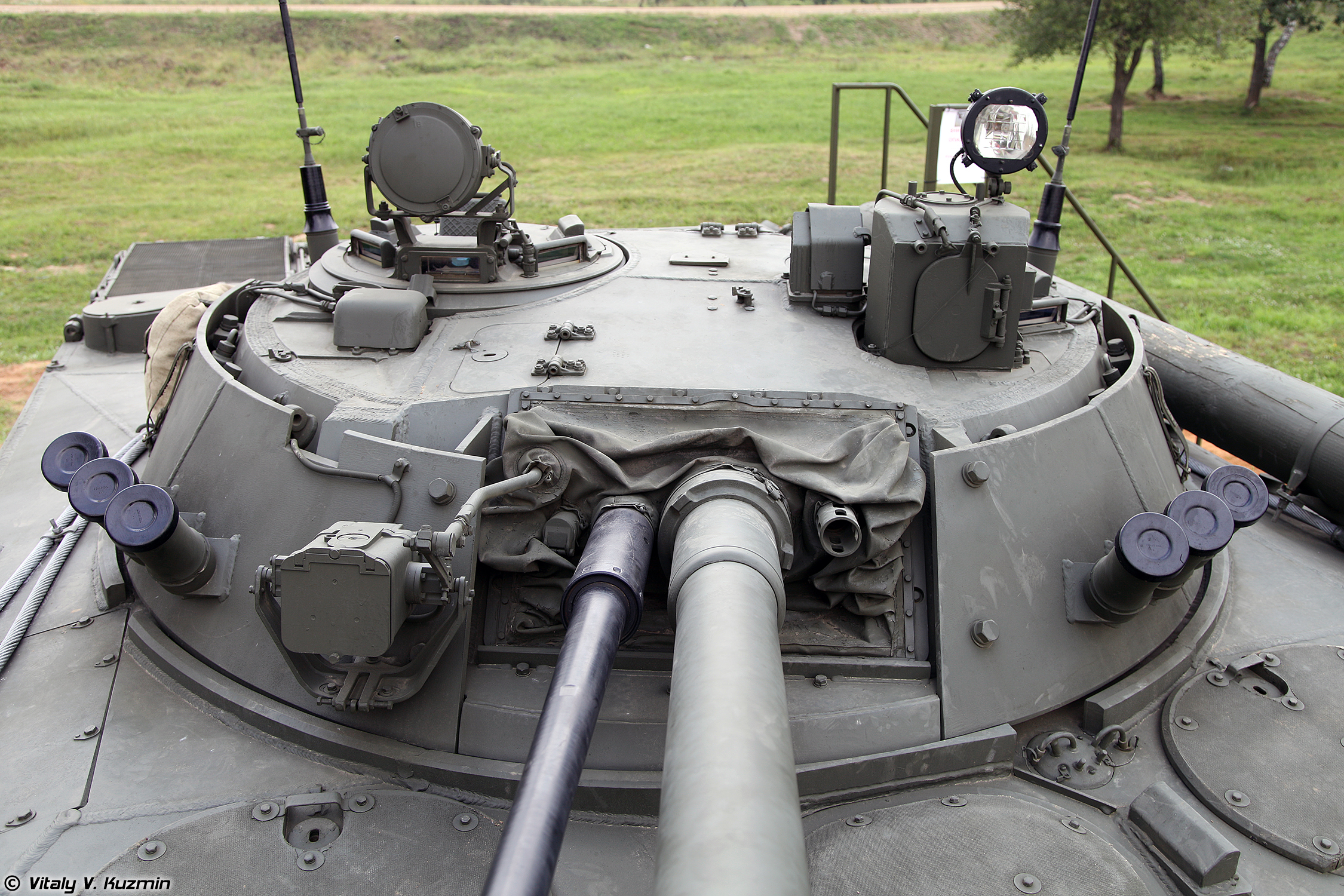
Gros plan sur l'avant de la tourelle du BMP-3, on aperçoit les tubes des canons de calibres 30 mm et de 100 mm au côté du boîtier renfermant le laser infrarouge pulsé PL-1 utilisé pour la vision nocturne et la télémétrie.

L'armement du BMP-3 est varié dans le but d'affronter tout type de menace, qu'elle soit terrestre ou aérienne.

#### Canon mitrailleur de calibre 30 mm
Le Gryazev-Shipunov 2A42 est un canon-mitrailleur fonctionnant par long recul du canon. Le canon est jumelé au canon de calibre 100 mm 2A70, il possède une alimentation double et sa cadence de tir est de 350 à 390 coups par minute. Les 500 obus prêts à l'emploi sont répartis dans deux bandes de cartouches (305 explosives et 195 perforantes).

#### Canon de calibre100mm
Le canon 2A70 de 100 mm est un canon à basse pression, conçu pour être monté sur les blindés légers, il possède un faible effort de recul et ne pèse que 332 kg.
La gamme de munitions de 100 mm comprend : 
- 3OF32  : un obus explosif à fragmentation d'une masse de 15,6 kg contenant 1,7 kg d'explosif ; sa vitesse initiale est de 250 m/s. Il s'agit du même projectile que la munition 3UOF11 tirée par le canon D-10T des T-54 et T-55 ;
- 3UOF19  : un obus explosif à fragmentation d'une masse de 13,41 kg ; sa vitesse initiale est de 355 m/s. Il produit plus de fragments à l'impact que le 3OF32 ;
- 3UOF19-1  : identique au 3UOF19 mais possédant une fusée de proximité permettant à l'obus de détoner à 3 m au-dessus d'un trou de fusilier ou d'une tranchée ;
- 9M117 Basnya : ce missile guidé antichar tiré par canon (MGATC) à guidage laser est capable de perforer une plaque d'acier de 550 mm d'épaisseur ; sa portée est de 4 000 m ;
- 9M117M Kan : identique au Basnya mais possédant une charge double (petite charge creuse primaire) pour contrer un char protégé par un blindage réactif explosif ;
- 9M117M1 Arkan : similaire au Kan mais possédant une portée de 5 500 m.

Le rechargement du canon est effectué par un système de chargement automatique constitué d'un carrousel électromécanique d'une contenance de 22 munitions. D'une conception similaire à celui du T-72, le carrousel est logé dans le fond de panier de la tourelle.
La nouvelle tourelle Bakhcha-U possède un nouveau carrousel d'une contenance de 34 munitions.

#### Mitrailleuses

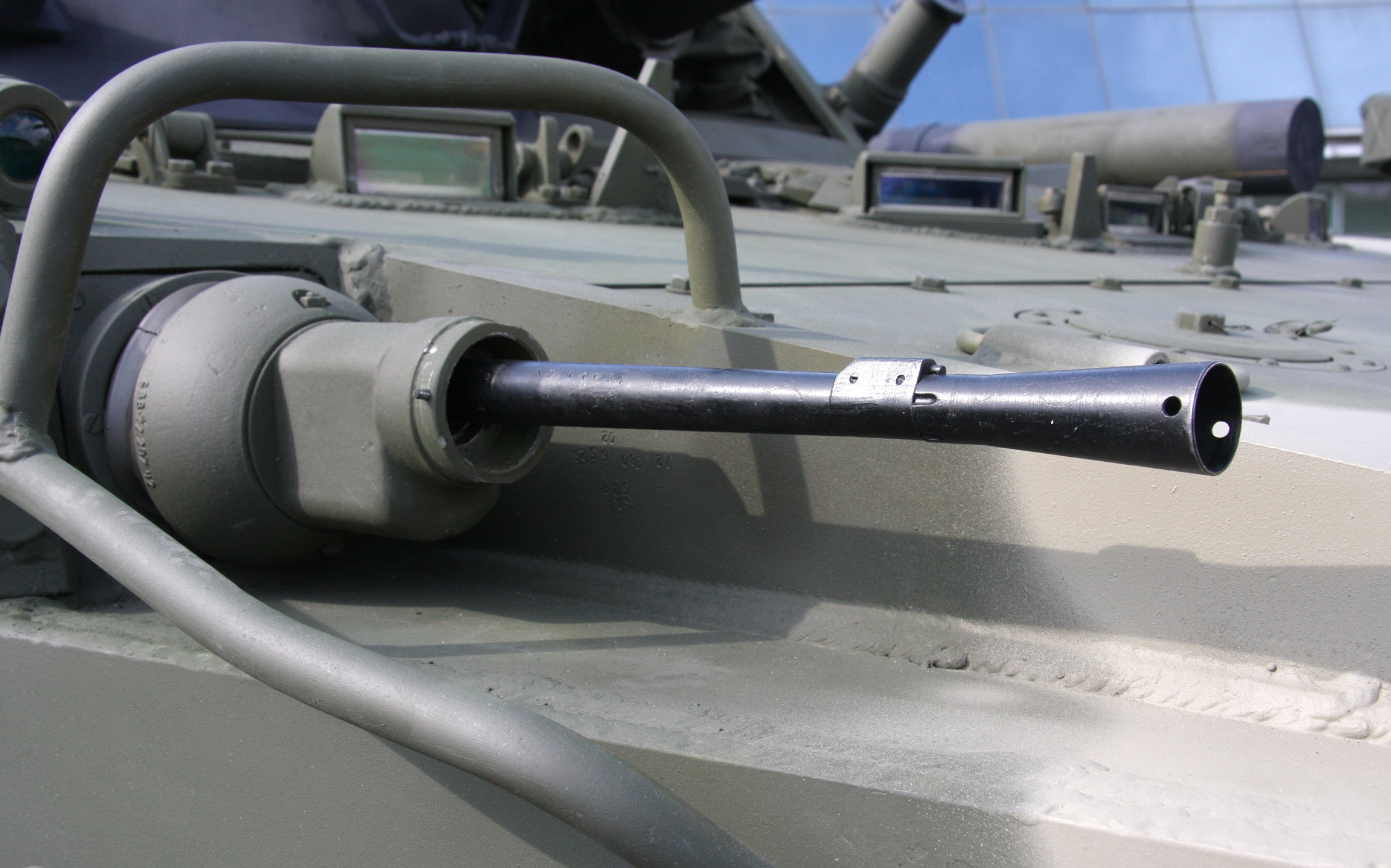
Une des deux mitrailleuses de caisse.

Une mitrailleuse coaxiale PKT de calibre 7,62 × 54 mm R est montée à gauche du canon de 100 mm, alimentée à raison de 2 000 cartouches.
À l'avant gauche et à l'avant droite du châssis se trouvent deux mitrailleuses similaires opérées depuis leurs sabords par l'équipage pouvant prendre place aux côtés du conducteur.

### Structure et blindage
Le BMP-3 possède, dans l'ensemble, le même niveau de protection balistique que son prédécesseur, le BMP-2, mais il surpasse ce dernier dans le domaine de la protection de l'arc frontal grâce à son architecture, l'avant du châssis étant protégé par la combinaison d'un coupe vagues et d'un réservoir de carburant auto-obturant. De plus, ses flancs et l'arrière sont également mieux protégés contre les éclats d'obus d'artillerie.
L'arrière et les flancs de la caisse sont à l'épreuve de balles perforantes de calibre 7,62 OTAN tandis que l'avant de l'engin est capable d'encaisser des obus perforants 3UBR6 de 30 mm tirés depuis le canon mitrailleur 2A42 à une distance de 300 m. 
La tourelle et la caisse du BMP-3 sont faites en alliage d'aluminium ABT-102 à l'exception du plancher qui est fait en alliage d'aluminium AMG-6. L'espace entre les barres de torsion est renforcé par des longerons longitudinaux. L'avant du BMP-3 (au niveau du premier et deuxième galet de roulement) comporte un plancher double fond, et les sièges sont découplés du plancher.
L'avant de la tourelle est recouvert d'un surblindage en acier haute dureté BT-70Sh d'une épaisseur de 16 mm. La tourelle Bakhcha-U, proposée en option, est construite intégralement en plaques d'acier mécanosoudées, offrant un niveau de protection balistique supérieur à la tourelle originale.
La lame pare-vague et la lame d'auto-enfouissement situées à l'avant du châssis sont faites d'acier haute dureté BT-70Sh.
Afin d'augmenter son niveau de protection face aux roquettes antichars de type RPG et aux balles perforantes sous-calibrées de 12,7 mm, les flancs du BMP-3 peuvent être recouverts d'un surblindage à base de fines plaques d'acier haute dureté précédées par un blindage cage.
Dans la même optique, le BMP-3F et les BMP-3 émiratis possèdent des caissons de flottaison blindés montés sur leurs flancs.
Un blindage réactif explosif comportant cinquante caissons peut être monté sur le BMP-3, chaque caisson renfermant un élément réactif 4S24 (initialement 4S20).
Le système de protection active Arena a également été monté sur le BMP-3 lors de divers salons de l'armement.
Le BMP-3 peut générer un écran de fumée via ses six lance-pots fumigènes de calibre 81 mm ou, plus simplement, en injectant du gas-oil dans son pot d'échappement.

### Mobilité

#### Motorisation
Le BMP-3 possède un moteur diesel Barnaultransmash UTD-29M comportant 10 cylindres disposés en V dont le très grand angle d'ouverture lui donne une hauteur d'à peine 59,8 cm. Installé sur le BMP-3 à partir de 1986, il possède une puissance nominale de 500 chevaux à un régime de 2 600 tr/min pour un couple maximal de 1 460 N m atteint à 1 600 tr/min. Sa consommation spécifique de carburant est de 250 g/kWh.
Le premier lot de prototypes du BMP-3 possédait une version antérieure, appelée UTD-29, développant 450 chevaux.
Depuis 1999, le BMP-3 peut être remotorisé avec le moteur UTD-32 de 660 chevaux suralimenté par deux turbocompresseurs montés en parallèle. Une version améliorée appelée UTD-32T a également été développée.

#### Transmission
Le BMP-3 possède une boîte de mécanismes hydromécaniques planétaires située à l'arrière de la caisse. Celle-ci comprend une boîte de vitesses à quatre vitesses avant et une marche arrière.

#### Train de roulement
Il comporte six galets de roulement en aluminium et trois rouleaux porteurs, un barbotin à l'avant et une poulie tendeuse à l'arrière. La suspension est à barres de torsion. Les premier, deuxième et sixième galets de roulement possèdent chacun un amortisseur télescopique à double action. La garde au sol est ajustable et varie de 190 mm à 510 mm.

## Variantes

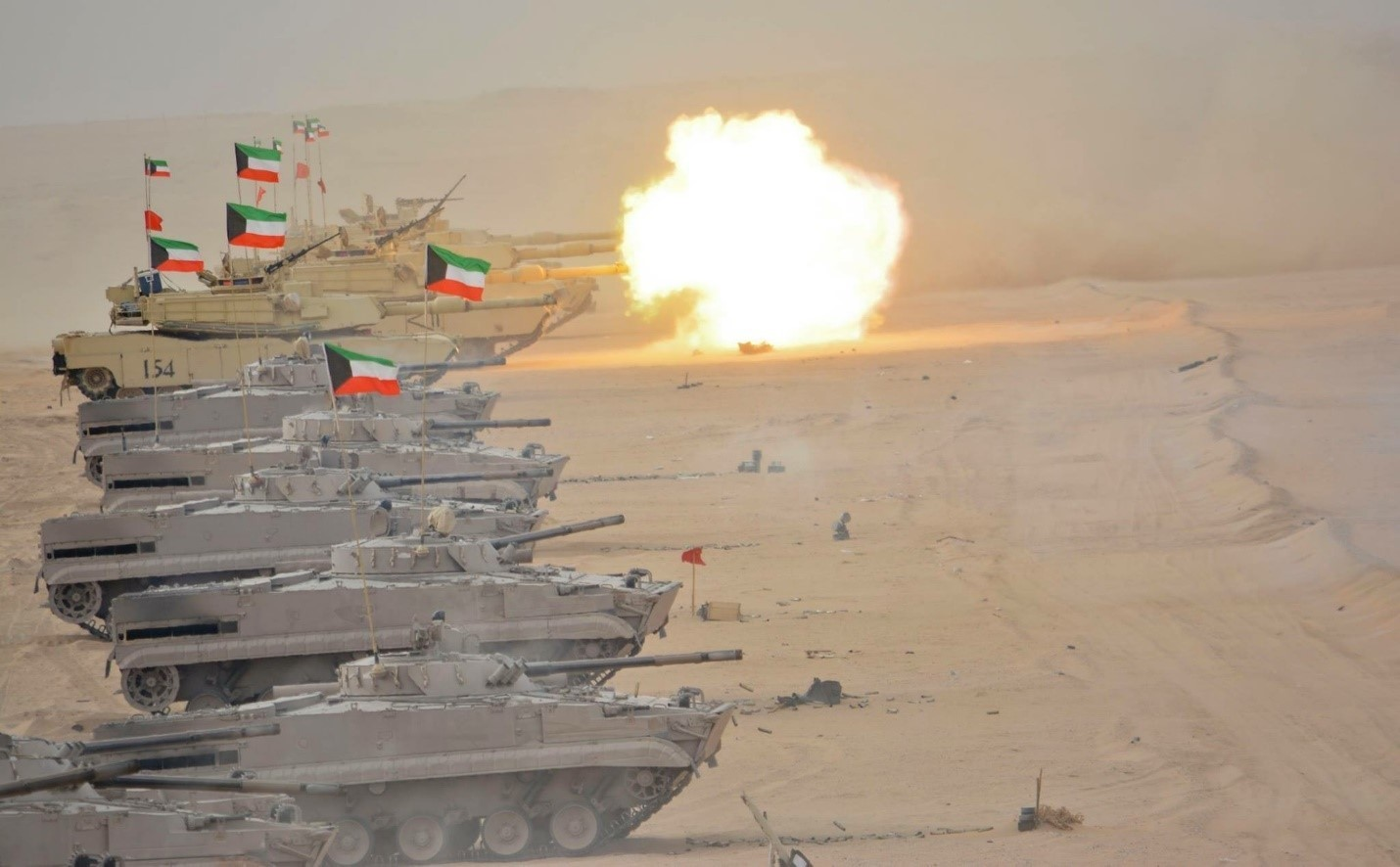
BMP-3 et chars M-1 de l'Armée de terre koweïtienne en février 2018.

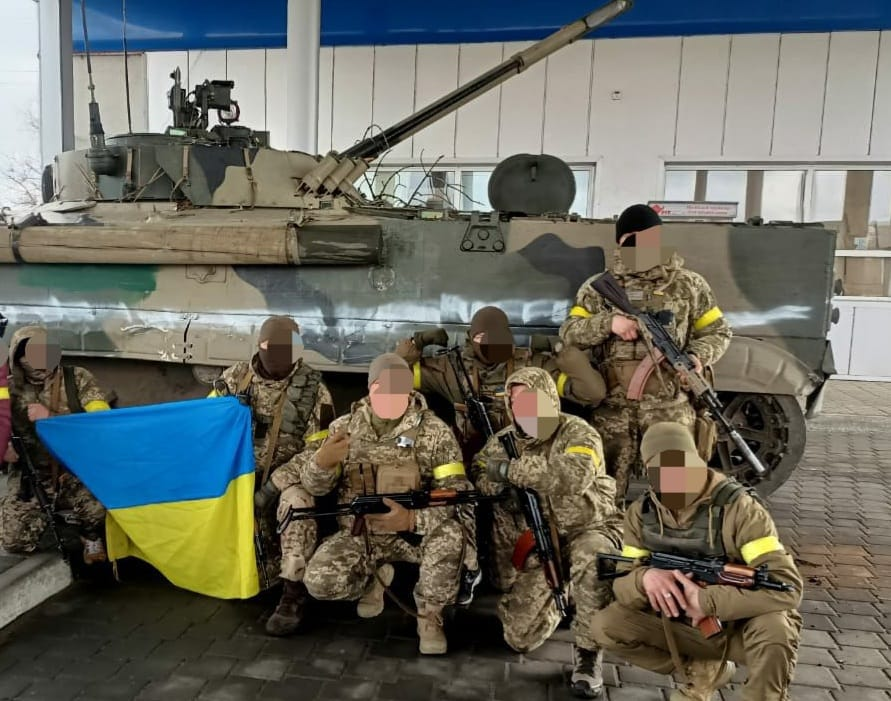
BMP-3 saisi par les troupes ukrainiennes.

- Objekt 688: prototype armé d'un canon de calibre 30 mm et de deux lanceurs ATGM montés a l’extérieur de la tourelle ;
- BMP-3 M1995 : version AT-14 Kornet ATGM ;
- BRM-3 : version de reconnaissance dotée d'un radar thermique 1PN71, d'un système d’amplification d’image 1PN65 et d'un radar de surveillance Tall Mike I-band ;
- BMP-3F : véhicule de combat d'infanterie de marine conçu sur la base du BMP-3 et destiné aux opérations de combat menées par les unités maritimes, les troupes frontalières et côtières dans la zone côtière, sur la côte et lors du débarquement en mer. Il diffère du BMP-3 standard par une marge de flottabilité et une stabilité accrues de la machine. Les équipements auto-creuseurs sont absents ; un tuyau d’admission d’air télescopique et un écran de protection contre les projections d’eau légères sont présents, ainsi que des écrans de protection contre les projections d’eau sur la tour. Il a une grande manœuvrabilité à flot, peut bouger lorsque l’ eau est agitée jusqu’à 3 points (hauteur des vagues 0,5-0,75 m) et tirer avec la précision requise lorsque les vagues atteignent 2 points (hauteur des vagues 0,1-0,5 m). Lorsque le moteur tourne, il peut rester dans l’eau pendant 7 heures au maximum et se déplacer à une vitesse maximale de 10 km/h. Il est capable de descendre à terre dans les conditions d'une vague déferlante et de remorquer le même type de produit. La machine est équipée d’un nouveau viseur principal avec télémètre laser intégré et canal de commande ATGM. Cette version se distingue par une ergonomie et une fiabilité optimales ; par exemple, le réglage du télémètre laser KDT-2 dans le viseur 1K13-2 monté au-dessus du canon a été facilement perdu avec un impact externe minimal ;
- BMP-3K : véhicule de combat d’infanterie du commandant, développé sur la base du BMP-3, et destiné aux opérations faisant partie d’une unité, du contrôle de combat, de la communication avec d’autres unités et d’une liaison de commandement supérieur. Les principales caractéristiques tactiques et techniques et les armes sont similaires à BMP-3. Le BMP-3K est équipé d'un équipement de navigation, de deux stations radio, d'un récepteur, d'un générateur autonome et d'un transpondeur radar, ainsi que d'une station radio R-173 ayant une portée de communication jusqu’à 40 km ;
- BMP-3M : version améliorée du BMP-3. L'installation d'un nouveau moteur turbo UTD-32T d'une puissance de 660 chevaux dépassant la version de base en termes de mobilité et de puissance de feu. Il possède un système de contrôle de tir avancé qui permet de reconnaître des cibles et d'effectuer des tirs ciblés à grande distance et à grande vitesse. Il se distingue par une sécurité accrue grâce à l’installation d’écrans blindés supplémentaires ainsi que du complexe de défense active Arena-E qui offre une protection du BMP contre des missiles antichars guidés et non guidés et les grenades. Les écrans latéraux installés protègent contre les balles perforantes de calibre 12,7 mm et réduisent également les effets d'impacts cumulés ;
- BREM-L : véhicule blindé de récupération ;
- BMP-3 Kornet-E : version antitanks avec système de missiles ;
- BMP-3 Krizantema : version antitanks avec deux missiles Krizantema ;
- BMP-3K Rys : version de reconnaissance avec un canon de calibre 30 mm et un radar 1R-133-1 au sommet.

## Véhicules basés sur BMP-3
- BRM-3K Lynx : véhicule de reconnaissance militaire du renseignement militaire. Conçu pour les actions de reconnaissance et des unités spéciales derrière les lignes ennemies. La carrosserie, le bloc d'alimentation et le châssis sont similaires à ceux du BMP-3. L'armement principal est un canon à double chargement 2A72 de 30 mm (cadence de tir de 300 coups/min) et d'une mitrailleuse coaxiale de 7,62 mm PKT. Pour combattre des cibles blindées, 4 ATGM sont embarqués dans le véhicule. L'équipage est armé de mitraillettes (1800 cartouches) et de 15 grenades à main. Le véhicule est équipé d'un système de détection de cibles et de transmission de données pour la commande de l'unité, d'un système de navigation 1G50 avec un nouveau gyrocompas, de moyens de communication (R-163-50U, R-163-50K, R-163-U, plage de transmission de données allant de 100 à 350 km), filtre-ventilation et extincteur. Il a été adopté en 1995, et possède des performances proches de celles du BMP-3 en termes de mobilité et de sécurité. L'ensemble complexe de dispositifs de renseignement permet la recherche, la détection et la reconnaissance de cibles dans diverses conditions, ainsi que le traitement et la transmission des informations reçues. Il comprend un dispositif d'imagerie thermique de reconnaissance ShN71, un dispositif d'observation nocturne à impulsions actives 1PN61, un télémètre laser Fauna-M (1D14), un système radar 1RL133-1 (PSNR-5 Kredo) dont l'émetteur-récepteur est monté sur un cardan séparé suspendu et pouvant atteindre 1 m de hauteur, ainsi que monté sur un trépied en dehors de la machine. Des outils de support topographiques et géodésiques intégrés (gyrocompas semi-automatique 1G50, équipement de navigation TNA-4, etc.) fournissent au véhicule des informations de navigation numériques et affichent son emplacement sur une carte topographique. Si nécessaire, un viseur d'orientation peut être utilisé à ces fins, ainsi que des dispositifs de tour ainsi qu'un complexe d'équipements de reconnaissance. La masse du BRM-ZK Lynx est de 19,6 tonnes. L’équipage est de 6 personnes. Sa hauteur est de 2,57 m ;
- BT-3F : transport de troupes blindé pour le Corps des Marines :
- BREM-L «Beglyanka» : véhicule blindé de réparation et de récupération basé sur un véhicule de combat d'infanterie, doté d'une flèche de grue et d'un treuil de traction ;
- 2C18 Pat-S : obusier automoteur expérimental de 152 mm ;
- 2C31 Vienne  : canon d'artillerie automoteur automatisé de 120 mm ;
- Objet 699 : châssis universel :
- UR-93 : unité de dédouanement basée sur la BMP-3. Première démonstration en 2007 à Nizhny Tagil au salon RDE-2007 ;
- UR-07 : véhicule de déminage basé sur le BMP-3 ;
- 9P157-2 : système de missiles antichars pour véhicules de combat Chrysanthemum-S ;
- 9P157-4 : véhicule de contrôle de la batterie du système de missile anti-char pour chrysanthème-S ;
- 9P161 - 9K128 : châssis ATGM automoteur Kornet-S sur châssis BMP-3 avec deux lanceurs, chacun avec 1 rail et chargeur automatique ;
- 9P162 - 9K128-1 : châssis ATGM automoteur Kornet-T sur châssis BMP-3 avec deux lanceurs, chacun avec 1 rail et chargeur automatique ;
- TKB-841 : canon autopropulsé anti-aérien expérimental issu du complexe de missiles anti-aériens et d'artillerie 30YU6 Shell-C1-O ;
- ADZM Vostorg-2 : véhicule de terrassement transportable par air basé sur le BMP-3 ;
- 2S38 Derivation-Air Defense : version antiaérienne avec un canon de 57 mm ;
- 2S17 “Nona-SV” : canon automoteur de 120 mm basé sur le BMP-3 (il existait également des options basées sur 2C1 et BMP-2) avec une tourelle et un canon 2A51 modifiés et allongés, présents sur 2C9. L'équipage est de quatre personnes. Le véhicule embarque six lance-grenades à fumée de 81mm 902V Cloud.

## Culture populaire
Le BMP-3 est représenté dans quelques jeux vidéo, notamment dans War Thunder.

## Utilisateurs

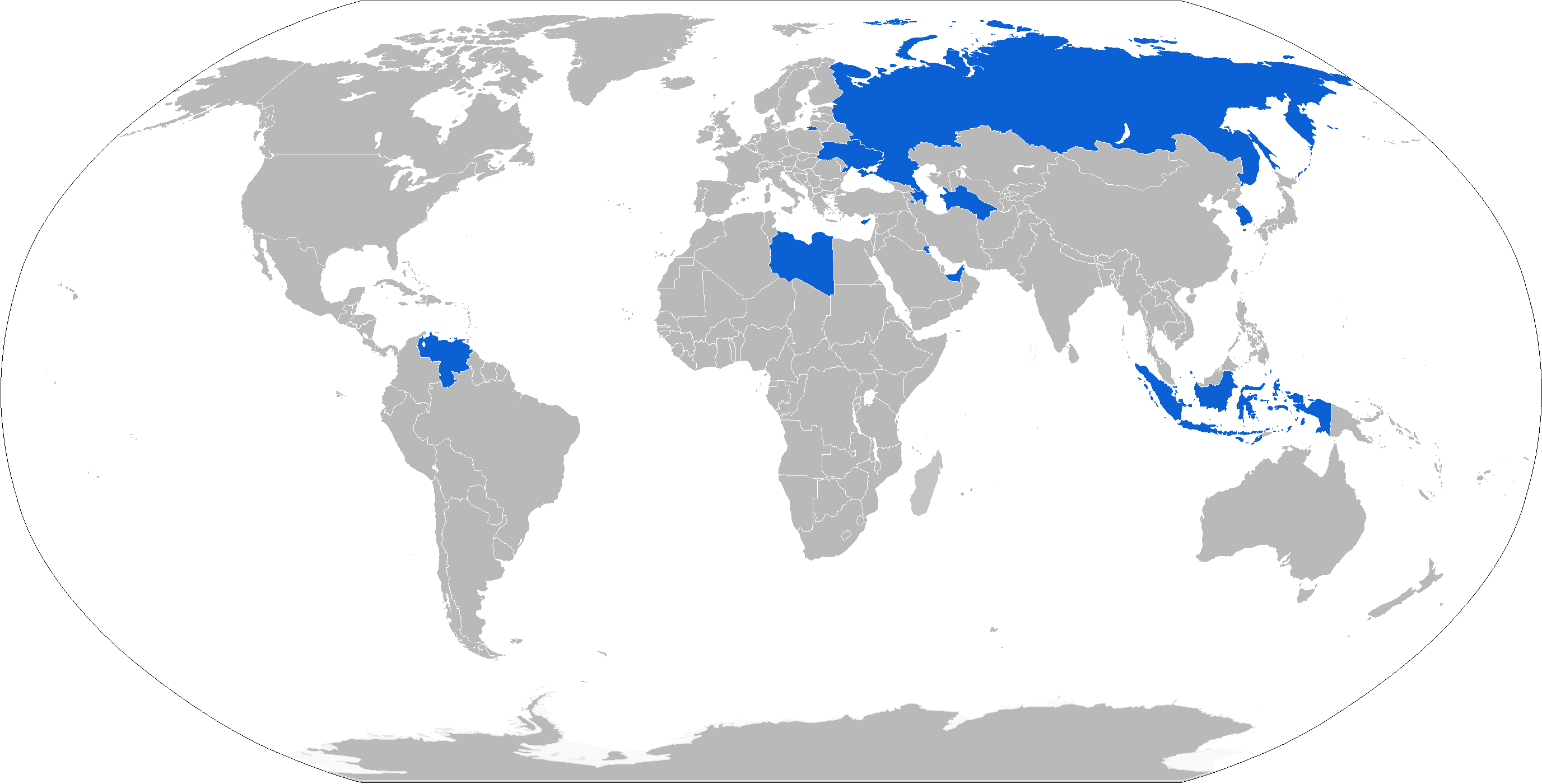
Pays utilisateurs du BMP-3 (en bleu)

BMP-3 des forces armées des Émirats arabes unis

Le BMP-3 a été exporté dans les pays suivants et en 2022 il est en service dans :
- Algérie (400 véhicules)[5]
- Azerbaïdjan (88 véhicules)[6]
- Corée du Sud (40 véhicules)[7]
- Chypre (43 véhicules)[8]
- Émirats arabes unis[9] :
  - Armée de terre : 390 BMP-3
  - Garde présidentielle : 200 BMP-3
- Indonésie  (17 véhicules BMP-3F + 37 en janvier 2014)
- Irak (~90 véhicules)[10]
- Koweït (122 BMP-3; 103 BMP-3F)[11]
- Maroc (60 véhicules commandés )
- Russie[12] :
  - Armée de terre : 640 véhicules
  - Infanterie de marine : 80 BMP-3; 40 BMP-3F
- Sri Lanka (au minimum 36 véhicules)
- Syrie: 300 véhicules modifiés
- Turkménistan (4 véhicules)[13]
- Ukraine[14] :
  - Armée de terre : 4 BMP-3
  - Infanterie de marine : 54 BMP-3F
- Venezuela  (123 véhicules, versions BMP-3M et BMP-3K, livraisons en cours depuis 2011[15])